# Kanton Saint-Amour
Kanton Saint-Amour (francouzsky Canton de Saint-Amour) je francouzský kanton v departementu Jura v regionu Franche-Comté. Tvoří ho 16 obcí.

## Obce kantonu
- Balanod
- Chazelles
- Chevreaux
- Digna
- Graye-et-Charnay
- L'Aubépin
- Loisia
- Montagna-le-Reconduit
- Nanc-lès-Saint-Amour
- Nantey
- Saint-Amour
- Saint-Jean-d'Étreux
- Senaud
- Thoissia
- Val-d'Épy
- Véria